# Julien Guinet
Pour les articles homonymes, voir Guinet.
Julien Guinet est un artiste peintre français né en 1984 à Migennes. Il commence sa carrière artistique en 2002 après avoir découvert le graffiti.

## Biographie
Julien Guinet commence à peindre ses premiers graffitis en 2002 à l'âge de 17 ans sur les murs de Mazamet, ville où il réside alors, sous le pseudo TKL'.
Cette même année il obtient son Bac littéraire et déménage à Toulouse pour suivre des études d'arts plastiques à l'université du Mirail. Mais ces études ne correspondent pas à sa vision de l'art et il décide de prendre une année sabbatique. Il en profite pour peindre quotidiennement à l'usine "JOB", temple du graffiti toulousain au début des années 2000.
En 2003, il retourne vivre à Mazamet et rencontre trois autres graffeurs (Boner, Teoz et Geoff), ensemble ils forment le groupe TFC (The Fonky Crew). C'est à cette époque qu'il change de nom d'artiste et décide signer ses œuvres avec le pseudo Dan.
En 2006 il part en Argentine avec l'intention d'y rester vivre six mois. Après un passage par Buenos-Aires puis Córdoba il décide d'aller visiter Salta. En découvrant cette ville qui possède une énergie créative débordante, il décide d'annuler son retour en France et s'y installe pour une durée indéfinie.
Il développe la culture du graffiti encore très peu présente dans cette partie de L'Argentine, en devenant un des premiers artistes de cette ville à peindre entièrement à la bombe sur les murs. Il participe à plusieurs rencontres de graff à travers le pays.
En 2010 il revient en France pour un an. Durant ce temps il commence à peindre des femmes aux formes exagérées, très féminines et souvent provocatrices qu'il nomme les Martines.
De retour en Argentine en 2011, il commence à travailler avec la galerie Mamoré qui représente encore son travail aujourd'hui. Il continue aussi de peindre sur les murs de la ville de Salta et change régulièrement de pseudonyme (Danuno - Dan - Supadan...). C'est à la fin de cette année qu'il décide d'arrêter de signer avec des noms d'emprunt et commence à utiliser son nom de famille: Guinet.
En 2012, il est filmé pour un documentaire sur l'art urbain argentin intitulé "Obras en contrucción". Ce reportage sera diffusé sur la chaîne nationale "Encuentro", et durant les vols intérieurs de la compagnie "Aerolineas Argentina" entre 2013 et 2020. 
En 2013 il est invité par la galerie "el arte de lo imposible" de Gijón, à investir les murs de la galerie,.
En 2015 il expose au musée d'art contemporain de Salta avec une exposition intitulée "Zumbido".
En 2016 il revient vivre en France. Il s'installe de nouveau à Mazamet, où il continue d'exposer son travail, comme par exemple au Capitole en 2017.
Puis il déménage à Toulouse en août 2017. Il s'intègre au groupe d'artistes de l'atelier du G.R.A.I.N qui deviendra par la suite La Poudrière en 2018.
En février 2017 son œuvre apparaît en couverture du magazine "Clutch"  et un article lui est consacré.
En 2018 il signe l'affiche du festival burlesk de Toulouse, en mettant en scène une de ses Martines. C'est à partir de ce moment-là qu'il décide de changer la thématique de ses œuvres et de mettre un point final à ses peintures qui représentent ses femmes aux formes voluptueuses.
Il commence une nouvelle série nommée « 7ème continent ». Ses œuvres deviennent plus politisées. En reprenant des personnages issus de la Pop-Culture et en y intégrant des objets en plastique peints dans leurs ventres, il dénonce l'utilisation excessive de ce matériel et des problèmes environnementaux que cela engendre. Il réalisera une exposition à Toulouse en mars 2019.
Cette série le mène à se remettre lui-même en question et à revoir sa manière de peindre. Il délaisse petit à petit l'acrylique (dérivée du pétrole) pour la technique de la tempéra à l'œuf. Il se met à la recherche de pigments naturels afin d'éliminer ceux synthétiques de sa pratique. Il découvre entre autres le pigment issu de la plante d'isatis Tinctoria, connue aussi sous le nom de Pastel ou de guède. Il décide alors de mener un projet qu'il nomme "bleu de Pastel" dans lequel il raconte l'histoire de cette plante qui a fait la richesse de la région Toulousaine et Albigeoise aux XVe et XVIe siècles. En septembre 2020 il expose au Bocal, à Toulouse ses œuvres en bleu de Pastel.
En 2024 il part s'installer à Châtel-Montagne (03) où il ouvre l'atelier égaré, un lieu de création et d'apprentissage artistique.

## Expositions (sélection)
- 2012: Château de la Falgalarié, Aussillon - 'Madame' - Exposition individuelle.
- 2013: Galerie El Palacio, Salta - Argentine - Exposition individuelle.
- 2013: Galerie El Arte de lo Imposible, Gijón - Espagne. 'Les formes et les couleurs, ça ne se discute pas…' - Exposition individuelle[14].
- 2013:  Centre Culturel Virla. Tucumán - Argentine. Exposition individuelle.
- 2014: Galerie Pro Cultura, Salta - Argentine -  'Week-End' - Exposition collective[15].
- 2014: Galerie Mamoré, Salta - Argentine - 'A Toda Orquesta' - Exposition individuelle.
- 2015: Participation à la Première Rencontre Internationale d’Art Urbain. Salta - Argentine.
- 2015: Musée d’Art Contemporain, Salta - Argentine - 'Zumbido'- Exposition individuelle.
- 2016: Musée d’Art Contemporain, Salta - Argentine - 'Somos Nosotros'- Exposition collective.
- 2016: Galerie El teatrino, Salta - Argentine -'Hipsterland'- Exposition individuelle.
- 2016: Galerie Mamoré, Salta - Argentine - 'Mar Boliviano'- Exposition individuelle.
- 2017: Le C@pitole, Mazamet - 'Les Martines'- Exposition individuelle.
- 2018: Galerie du philosophe, Carla-Bayle - Exposition Collective 100x100 mètres carrés.
- 2019: Galerie Le Bocal, Toulouse - 'Septième Continent' - Exposition individuelle.
- 2019: Galerie Le Bocal, Toulouse - 'Voyage en pays de Cocagne' - Exposition individuelle.
- 2020: Galerie Éphémère, Villeneuve-Lès-Maguelone - 'Galerie Éphémère, 8ème édition' - Exposition collective.
- 2022: Galerie LSDC, Toulouse - 'Dommage(s)' - Exposition individuelle.

## Prix, concours
- 2009 : Premier prix concours ARTE SALTA’09 - Salta - Argentine.

- 2010 : Grand prix du Salon de Boissezon. Boissezon.
- 2011 : Premier prix, catégorie Figuration, Salon “Artoulouse”[16].Toulouse.

- 2017 : Mention Spéciale Salon “Les Couleurs de l‘Espace” - Toulouse.
- 2019: Mention Spéciale “Salon des Artistes Occitans[17]” - Toulouse .